# غرق شدن مهاجران لیبی (۲۰۱۴)
غرق شدن مهاجران لیبی (انگلیسی: 2014 Libya migrant shipwreck) در تاریخ ۱۵ سپتامبر ۲۰۱۴، یک کشتی حامل بیش از ۲۵۰ پناهنده در سواحل لیبی غرق شد. اعتقاد بر این است که بیش از ۲۰۰ نفر از سرنشینان کشتی غرق شده‌اند. ۳۶ نفر نجات یافته و به بیمارستان منتقل شده‌اند.